# Rigoberto López Pérez
Pascual Rigoberto López Pérez (ur. 13 maja 1929 w León, zm. 21 września 1956, tamże) – nikaraguański poeta, muzyk, dziennikarz, działacz lewicowej opozycji, bohater narodowy.

## Życiorys
Pierwszy wiersz, Confesión de un Soldado (Wyznania żołnierza), opublikował w 1946 r. W 1948 założył 6-osobową grupę muzyczną Buenos Aires. Był fanem Beethovena i czołowej postaci nikaraguańskiej literatury Rubéna Darío. W tajemnicy przed swoją rodziną był zaangażowany w działalność przeciwko rządom dyktatorskiego prezydenta Anastasio Somozy Garcii, który od 1936 sprawował niepodzielną władzę w kraju po dokonaniu przez siebie zamachu stanu. Przez pewien czas przebywał na wygnaniu w Salwadorze.  W końcu postanowił położyć dyktaturze kres poprzez fizyczne wyeliminowanie Anastasio Somozy. Mimo że nie spotkał się z aprobatą ze strony swego środowiska, López nie porzucił swego zamiaru. Poświęcił wiele tygodni na ćwiczenia w precyzyjnym strzelaniu z rewolweru, po czym przystąpił do organizowania zamachu na prezydenta. Śledził go po całym państwie, zapoznając się z jego zwyczajami i zaznaczając jego codzienną trasę na mapie.
We wrześniu 1956 napisał list do swojej matki, w którym wyjawił jej swoją działalność antysomozistowską oraz swój zamiar dokonania zamachu, uzasadniając go osobistym poczuciem obowiązku patriotycznego. Pierwszą próbę zabójstwa podjął 14 września 1956 w trakcie uczestnictwa Somozy w obchodach setnej rocznicy bitwy, w której pokonano amerykańskiego agresora Williama Walkera. Nie mogąc podejść dostatecznie blisko Somozy, zrezygnował z zabójstwa na rzecz dokonania go w następnym terminie.
Tydzień po nieudanym zamachu, 21 września 1956, Anastasio Somoza świętował w mieście León udane zarejestrowanie się w wyborach prezydenckich, w których miał ubiegać się już wkrótce o piątą kadencję szefa państwa w swej karierze. W Casa del Obrero jego sztab urządził imprezę, w której mógł uczestniczyć każdy. Wmieszawszy się w tłum, przebrany za kelnera López skorzystał z trwającego w owym dniu upału, który rozleniwił ochroniarzy prezydenckich, podszedł dostatecznie blisko do Somozy i z niewielkiej odległości wystrzelił w kierunku prezydenta z rewolweru, raniąc go 4 pociskami. Kilka sekund po dokonaniu tego ochrona zlikwidowała w ten sam sposób samego Lópeza, zabijając go gradem kul. Mimo natychmiastowej interwencji amerykańskiego prezydenta Stanów Zjednoczonych Dwighta Davida Eisenhowera, który przysłał po dyktatora helikopter ratunkowy, Somoza umarł 7 dni później w dniu 29 września 1956.
Zamach Lópeza niewiele zmienił, gdyż władzę w kraju przejęli synowie zamordowanego prezydenta - Luis i Anastasio junior. W 1979 rewolucja kierowana przez partię sandinistów zakończyła 43-letnią dyktaturę rodziny Somozów. W 45. rocznicę zamachu nowy sandinistowski rząd 21 września 1981 r. ogłosił Lópeza bohaterem narodowym. W 2006 r. postawiono mu pomnik w Managui, stolicy Nikaragui. Marcello De Angelis napisał na jego cześć piosenkę Il poeta. W ludowej legendzie został nazwany synem Augusto Sandino.